# بدوطر أجرد
بدوطر أجرد (الاسم العلمي:Bodotria glabra) هو نوع من المفصليات يتبع جنس البدوطر من الفصيلة البدوطرية.